# Ilia Berejnykh
Ilia Avtonomovitch Berejnykh (en russe : Илья Автономович Бережных, également connu sous le nom de Berejnoï (Бережной) ; né à une date inconnue et mort le 23 janvier 1839) était un navigateur russe.
En 1820, Berejnykh prit part à l'expédition du Nord, dirigée par Ferdinand von Wrangel. Il explora la côte et les îles de l'océan Arctique, dont l'île Kotelny et les îles Liakhov.

## Source
- (en) Cet article est partiellement ou en totalité issu de l’article de Wikipédia en anglais intitulé « Ilya Berezhnykh » (voir la liste des auteurs).